# Apocalipsi de Pau

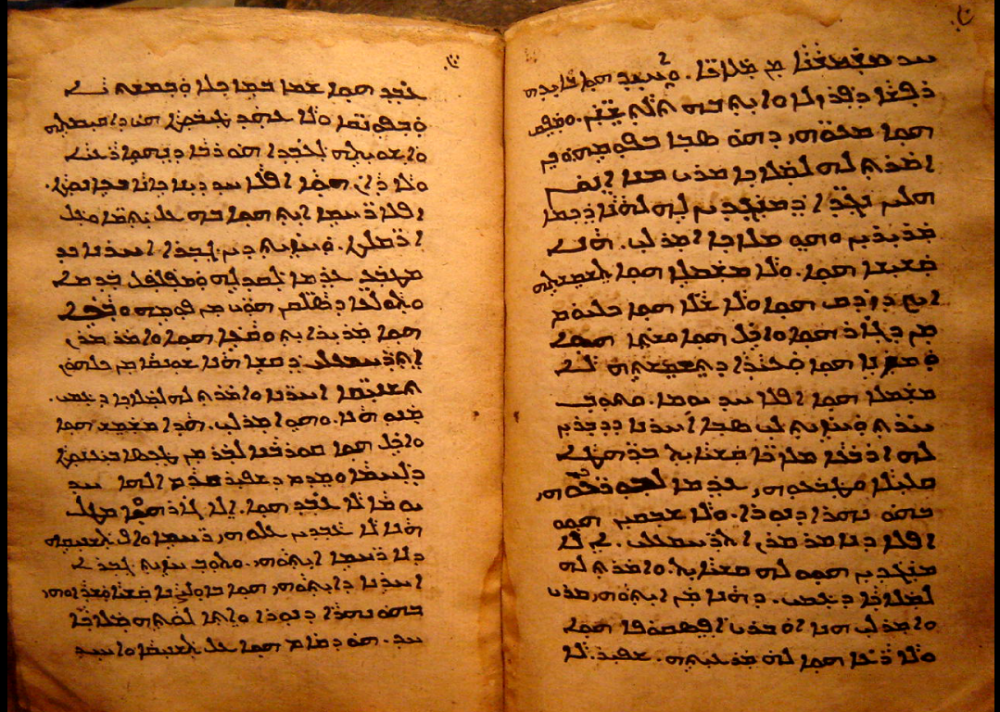
Manuscrit sirià sobre l'apocalipsi de Pau.

L'Apocalipsi de Pau és el segon tractat del còdex V dels Manuscrits de Nag Hammadi (NHC V, 17-24). Cal no confondre'l amb altres versions que porten el mateix nom.

## Característiques literàries
La versió de l'Apocalipsi de Pau existent a NHC V és copta; la llengua original podria ser el grec -en general aquest fet es pressupose per quasi tots els textos de la tradició copta més antiga, malgrat això no hi ha cap senyal segura en el text.

## Lloc i data
La data i la procedència del document no es pot determinar amb certesa. El text s'ha d'ubicar en el seu context històric, per l'interès durant el segle ii, de Pau de Tars. La representació de Pau, exaltada sobre els altres apòstols és comú en el Gnosticisme del segle ii, especialment Valentinià, i, segons Ireneu, hi havia una tradició gnòstica que interpretava l'experiència de Pau en la Segona carta als Corintis 12:2-4. Es pot suggerir com a data de redacció el període des de la mitat del segle ii al principi del segle iv. Res es pot dir sobre el seu origen geogràfic.

## Contingut teològic
El contingut de l'Apocalipsi de Pau pot ser dividit en tres episodis diferents: 
- Una escena epifànica,
- Una escena de judici i castic, i
- Un viatge diví.

El text Gnòstic descriu l'ascens de Pau a través de diverses etapes pels Cels, amb Yaltabaoth (que es descriu com un home vell o ancià). Una ànima que no té els coneixements (gnosi) que calen per poder derrotar a Yaltabaoth, a qui s'envia de tornada, que en la visió, és la reencarnació.
Una de les poques característiques teològiques significatives d'aquest document és la funció assignada a la figura de Déu Pare de Daniel 7:9. L'Ancià entronitzat en el sèptim cel encarna evidentment al Creador, degradat sota els ulls gnòstics.

## Autoria
Epifani l'esmenta com una obra dels Caïnites, que veien a Caín com el Messies, ja que, al seu parer, el Déu de l'Antic Testament, a qui anomenaven Yaltabaoth, era la font del mal. També és un text utilitzat pels Setians.